# Санді-Кі (Гранд-Кі)
Са́нді-Кі (англ. Sandy Cay) — дрібний острів в складі Багамських островів. В адміністративному відношенні відноситься до району Гранд-Кі.
Острів розташований на півночі архіпелагу Абако за 500 м на південний схід від острова Гранд-Кі. Острів рівнинний, видовженої форми. Має довжину 200 м, ширину 50 м.
| Багамські Острови | Це незавершена стаття з географії Багамських Островів. Ви можете допомогти проєкту, виправивши або дописавши її. |